# Limbi baltice
Limbile baltice formează o ramură a familiei limbilor indo-europene.
- Limba letonă
- Limba lituaniană
- Limba prusacă veche - în Prusia Răsăriteană, dispărută după creștinarea și germanizarea din secolul XVII.
- limba curoniană - dispărută.[necesită citare]

Letona este considerată a fi mai tânără decât lituaniana de est, deși și aceasta s-a schimbat mult de la prima înregistrare scrisă din secolul XVI, iar limbă prusacă veche a menținut cele mai multe trăsături arhaice.
1. ↑  Language